# کیم راور
کیمبرلی جین "کیم" راور (به انگلیسی: Kimberly Jayne "Kim" Raver) بازیگر آمریکایی است او دانش‌آموخته از دانشگاه بوستون در رشتهٔ تئاتر است. او دارای سه خواهر است و همسرش مانوئل بویر نام دارد و دارای دو فرزند است، او علاوه بر زبان مادری خود انگلیسی به زبان فرانسه تسلط دارد، از سریال‌های معروفی که او درشان نقش آفرینی کرده می‌توان به آناتومی گری (تاکنون-۲۰۰۹)، قانون و نظم (۱۹۹۶)، دیدبان سوم(۱۹۹۹) و ۲۴ (۲۰۰۷–۲۰۰۴) نام برد.